# Джон Малкович
Джон Ма́лкович (повне ім'я — Джон Ґе́він Ма́лкович англ. John Gavin Malkovich, нар. 9 грудня 1953) — американський актор, продюсер і режисер.

## Біографія

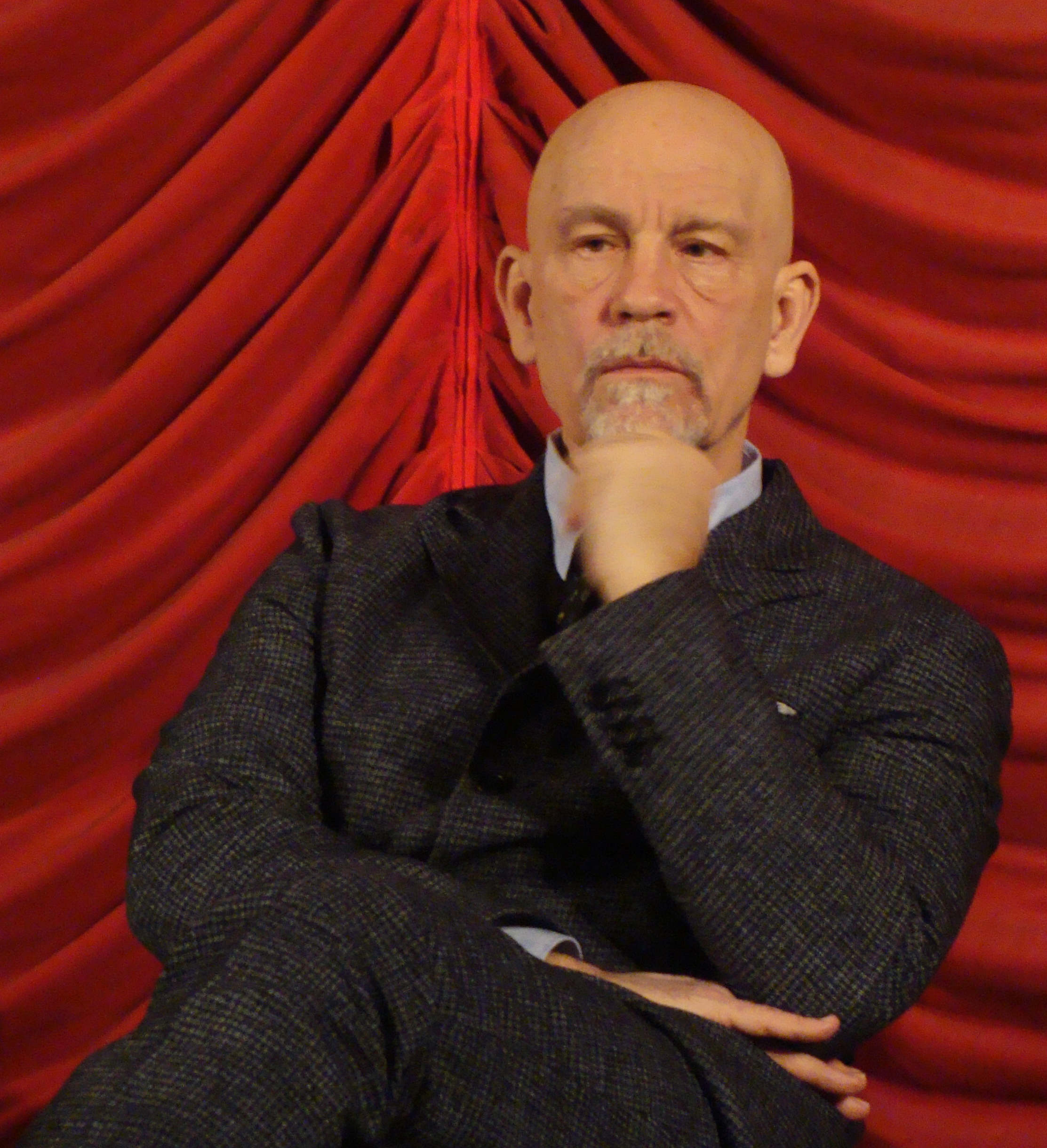
Джон Малкович у 2015 році

Джон-Ґевін Малкович народився 9 грудня 1953 року в містечку Кристофер, Іллінойс, США. Прізвище дістав від батька, дід якого емігрував з Хорватії. У школі Джон займався музикою. Навчався в Східно-Іллінойському університеті, вивчаючи екологію. 1976 року Малкович із друзями організував чиказький гурток Steppenwolf Theater Company.
Дебют Джона Малковича на професійній сцені відбувся 1978 року в трупі чиказького театру Steppenwolf Theatre. Вони грали п'єсу Сема Шепарда «Прокляття класу, який голодує» в Goodman Theatre.
Протягом семи років Малкович працював у різноманітних місцях і при цьому далі грав у театрі — узяв участь у понад 50 постановках. 1984 року він виступив на Бродвеї в спектаклі «Смерть комівояжера» спільно з Дастіном Гоффманом. Під час роботи на Бродвеї Джон Малкович дебютував у кінематографі у фільмі «Місця в серці», за який був номінований на «Оскар».
Однією з його найкращих ролей у кінокартинах став віконт де Вальмон у фільмі Стівена Фірса «Небезпечні зв'язки» (1988). Пізніше актора запросив Бернардо Бертолуччі на головну роль у своєму фільмі «Під покровом небес» (1990), потім він зіграв вигадливого вбивцю, що протистоїть агентові секретної служби, роль якого виконав Клінт Іствуд у бойовику Вольфґанґа Петерсена «На лінії вогню». За цю роботу актор вшанований другою номінацією на «Оскар». Широке визнання отримала гра актора в «Мері Райлі» та бойовику «Повітряна в'язниця».
Незважаючи на карколомну кар'єру в кінематографі, Джон Малкович і далі виступає як театральний актор.
У 2018 році, під час візиту до Києва з симфонічним оркестром у рамках проекту «Шляхи дружби», нагороджений орденом «За заслуги» III ступеня.

## Особисте життя
Джон Малкович був одружений з акторкою Ґленн Гідлі з 1982 по 1988 роки, після чого вони розлучилися через роман актора з Мішель Пфайффер.
З 1989 року почав зустрічатися з режисеркою Ніколеттою Пейран. У них є двоє дітей: дочка та син.

## Фільмографія
- 1981: Слово честі / Word of Honor — Гарі
- 1981: Американська мрія / American Dream
- 1981-1994: Американський театр / American Playhouse — Бен Старк
- 1983: Скажи на добраніч, Грейсі / Say Goodnight, Gracie
- 1984: Місце в серці / Places in the Heart — містер Вілл
- 1984: Поля смерті / The Killing Fields — Алан «Ел» Рокоф, фотограф
- 1985: Смерть комівояжера / Death of a Salesman (TV) — Біф Ломен
- 1986: Ракета на місяць / Rocket to the Moon — Бен Старк
- 1986: Перше різдво Санти-ведмедя / Santabear's First Christmas — Санта Клаус (озвучка)
- 1987: Імперія Сонця / Empire of the Sun — Бесі
- 1987: Скляний звіринець / The Glass Menagerie — Том Вінґфілд
- 1987: Як створити ідеал / Making Mr. Right — лікар Джефф Петерс
- 1987: Повітряні пригоди Санти-ведмедя / Santabear's High Flying Adventure — Санта Клаус (озвучка)
- 1988: Далеко від дому / Miles from Home — Баррі Масквел
- 1988: Небезпечні зв'язки / Dangerous Liaisons — Себастьян де Вальмон
- 1990: Під покровом небес / The Sheltering Sky — Порт Моресбі
- 1991: Бруклінська рокіровка / Queens Logic — Еліот
- 1991: Предмет краси / The Object of Beauty — Джек
- 1991: Тіні й туман / Shadows and Fog — Клоун
- 1992: Дженніфер 8 / Jennifer Eight — агент Сент-Анн
- 1992: Про мишей і людей / Of Mice And Men — Ленні Смолл
- 1992-1998: Вистава / Performance — Діллі
- 1993: На лінії вогню / In the Line of Fire — Мітч Лірі
- 1993: Серце темряви / Heart Of Darkness — Курц
- 1993: Живі / Alive — дорослий Карлітос Паес
- 1995: Поза хмарами / Al di là delle nuvole — режисер
- 1995: Монастир / Convento, O — Міхаель
- 1995: Скеля Малголланд / Mulholland Falls — Тіммс
- 1996: Мері Райлі / Mary Reilly — лікар Генрі Джекілл / містер Едвард Хайд
- 1996: Людожер / Der Unhold — Авель
- 1996: Портрет леді / The Portrait of a Lady — Ґілберт Озмон
- 1997: Повітряна в'язниця / Con Air — Сайрус «Вірус» Ґріссом
- 1998: Людина в залізній масці / The Man in the Iron Mask — Атос
- 1998: Шулера / Rounders — Тедді КДБ
- 1999: Проект 281 / RKO 281 — Герман Манкевич
- 1999: Посланниця: історія Жанни д'Арк / Messenger: The Story of Joan of Arc — Карл VII
- 1999: Бути Джоном Малковичем / Being John Malkovich — Джон-Гораціо Малкович
- 1999: У пошуках втраченого часу / In Search of Lost Time — барон де Шарль
- 1999: Жіноча кімната / Ladies Room — Роберто
- 2000: Жебраки / Les Misérables — Жавер
- 2000: Тінь вампіра / Shadow of the Vampire — Фрідріх Марнау
- 2000: Знедолені / Les Misérables — Жавер
- 2001: Сильні душі / Les âmes fortes — Монсіньйор Нюманс
- 2001: Я йду додому / Je rentre à la maison — Джон Кроуфорт
- 2001: Готель / Hotel — Омар Хенссон
- 2001: Викидайли / Knockaround Guys — Тедді Дезерн
- 2002: Адаптація / Adaptation — камео
- 2002: Гра Ріплі / Ripley's Game — Том Ріплі
- 2002: Наполеон / Napoleon — Шарль-Моріс де Талейран-Періґор
- 2003: Агент Джонні Інґлиш / Johnny English — Паскаль Саваж
- 2003: Розмовний фільм / Um Filme Falado — команданте Джон Валеса
- 2005: Автостопом по галактиці / The Hitchhiker's Guide to the Galaxy — Гумма Кавула
- 2005: Розпусник / The Libertine — король Карл ІІ
- 2005: Бути Стенлі Кубриком / Colour Me Kubrick — Алан Конвей
- 2006: Реклама для генія / Art School Confidential — професор Сендіфорт
- 2006: Клімт / Klimt — Ґустав Клімт
- 2006: Ераґон / Eragon — король Гальбаторікс
- 2006: Поклик / The Call — священик
- 2007: Беовульф / Beowulf — Унферт
- 2008: Прочитати і спалити / Burn After Reading — Озборн Кокс
- 2008: Ганьба / Disgrace — Девід Лурі
- 2008: Хроніка мутантів / Mutant Chronicles — Константин
- 2008: Підміна / Changeling — Ґюстав Бріґле
- 2008: Нічні сади / Gardens of the Night — Майкл
- 2008: Великий Бак Говард / The Great Buck Howard — Бак Говард
- 2008: Заручник смерті / Afterwards — Кай
- 2009-2011: В кубі / Cubed — камео
- 2010: Ред / Red — Марвін Боґґс
- 2010: Чемпіон / Secretariat — Люсьєн Лорен, тренер
- 2010: Джона Гекс / Jonah Hex — генерал Квентін Тернбулл
- 2010: П'яний човен / Drunkboat — Морт
- 2011: Трансформери: Темний бік Місяця / Transformers: Dark of the Moon — Брюс Бразерс
- 2012: Лінні Веллінґтон / Linhas de Wellington — герцог Веллінґтон
- 2012: Сибірське виховання / Educazione siberiana — дідусь Кузя
- 2013: Тепло наших тіл / Warm Bodies — генерал Ґріджіо
- 2013: Ред 2 / Red 2 — Марвін Боґґс
- 2014: Кат Бенк / Cut Bank
- 2016: Зразковий самець 2 / Zoolander 2
- 2017: Ланцюговий пес / Bullet Head
- 2018: 22 милі / Mile 22
- 2019: Звабливий, Поганий, Злий / Extremely Wicked, Shockingly Evil and Vile
- 2019: Оксамитова бензопилка / Velvet Buzzsaw
- 2020: Арканзас / Arkansas
- 2020: Новий Папа / The New Pope
- 2020: Агент Єва / Ava
- 2021: Антитіла / The Survivalist
- 2022: Омий мене у річці / Wash Me in the River
- 2022: Флірт з Дияволом / Shattered
- 2022: Реінкарнація: збій системи / Chariot